# 亚姆诺耶农村居民点
亚姆诺耶农村居民点（俄语：Яменское сельское поселение）是俄罗斯联邦沃罗涅日州拉蒙区所属的一个农村居民点。其下辖有4个居民点，行政中心为亚姆诺耶。据2016年统计，该农村居民点的人口为3898人。